# Булатово (Архангельская область)
Була́тово — поселок в Плесецком районе Архангельской области России. Входит в Оксовское сельское поселение.

## Население
| 2002 | 2010 | 2012 |
| ---- | ---- | ---- |
| 478  | ↘314 | ↗391 |

В 2002 году население составляло 478 человек. Впоследствии численность населения пошла на убыль и в 2010 году достигла отметки 314 человек. В 2012 году численность населения резко выросла до 391.